# 十二片魔板

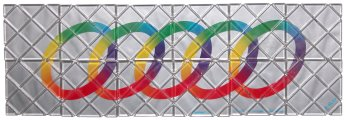
大師魔板

十二片魔板（又称大師魔板，英文：Rubik's Magic: Master Edition或Master Magic）是由匈牙利雕刻家和建築學教授鲁比克·艾尔内教授發明的一種智力玩具，最早在1987年由Matchbox公司製作。跟1980年出版的魔板很像，不同的是大師魔板有12片（2×6），而魔板只有8片（2×4）。
它曾經於2003年－2012年被WCA列為正式比賽項目，但是在2013年被取消。

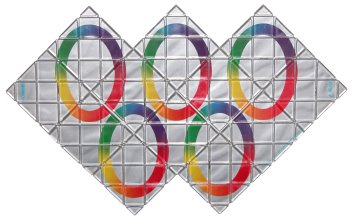
復原後的大師魔板